# La Mer (Baignade en mer)
Pour les articles homonymes, voir La Mer.
 (juillet 2025).
Pour plus de détails, voir Fiche technique et Distribution.
La Mer (Baignade en mer) est un film français réalisé par Louis Lumière, sorti en 1895. 
Cette « vue photographique animée », ainsi que Louis Lumière nommait ses bobineaux de pellicule impressionnée, fait partie des 10 films montrés au Salon indien du Grand Café de Paris à partir du 28 décembre 1895.

## Synopsis
De jeunes enfants plongent dans la mer (Méditerranée) à partir d'un ponton.

## Fiche technique
- Titre : La Mer (Baignade en mer)
- Réalisation : Louis Lumière
- Production : Société Lumière
- Photographie : Louis Lumière
- Format : 35 mm à 2 perforations rondes Lumière par photogramme, noir et blanc, muet
- Durée : 38 s
- Pays de production : France
- Date de sortie : 28 décembre 1895